# Макроикономика
Макроикономиката е наука за икономиката на национално ниво като едно цяло — сбора от новосъздадените стоки и услуги, дохода на населението, нивото на безработица сред търсещите работа и принципите, определящи движението на цените. Макроикономиката може да се използва за анализ на действията, които могат да се предприемат, с цел постигане на цели от различна важност, каквито са икономическият растеж, стабилността на цените, премахването на безработицата и постигането на стабилен бюджетен баланс.
С малки изключения, като част от работата на Карл Маркс например, до 30–те години на 20 век типичният икономически анализ се съсредоточава върху фирмата и отделната индустрия. Едва след Голямата депресия от началото на 30–те обаче, и с развитието на сфери на изследване като националния доход и статистиката за продуктивността, макроикономическата наука започва да придобива нови размери и влияние. Особено важни са идеите на Джон Мейнард Кейнс, който използва разбирането си за цялостното търсене в дадена икономика, за да обясни движенията в продуктивността и безработицата. Цяла школа от икономисти впоследствие използва неговите теории.
Едно от големите предизвикателства на модерната икономика е опитът отново да се свържат микро– и макроикономическите модели. Теоретици, като например Робърт Лукас младши, предлагат през 70–те години виждането, че идеите на Кейнс най-малко изглеждат съмнителни, защото не се основават на допускания относно действията на индивида. Вероятно тази критика не отчита достатъчно основополагащите твърдения на Кейнс за „дивия дух“, който се приема, че често определя държанието на индивида.